# Catedral de Santa Maria de Hildesheim

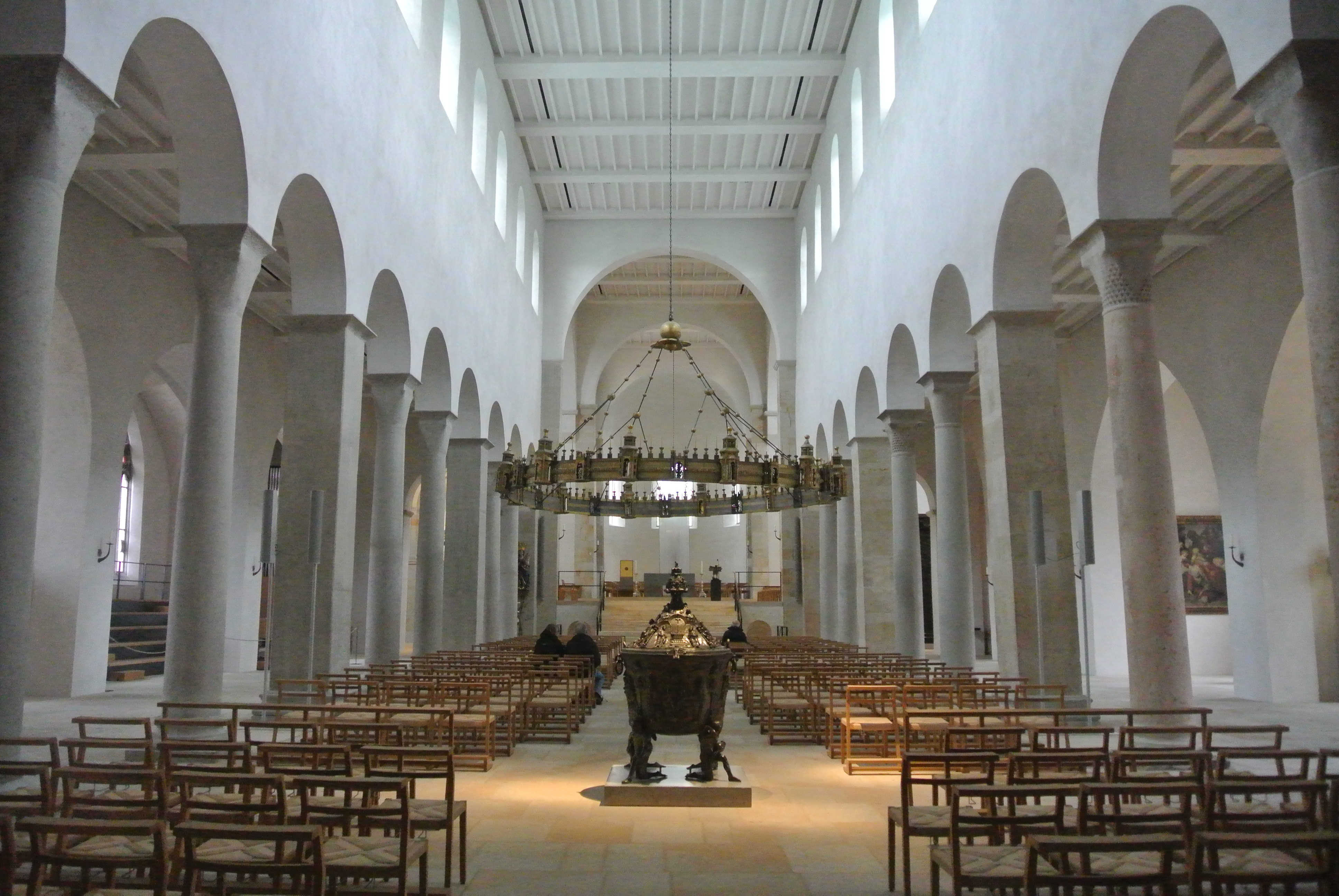
Nau principal de la catedral de Santa Maria

La catedral de Santa Maria (en alemany: Dom St. Maria) de Hildesheim, a l'estat de la Baixa Saxònia a Alemanya, és una important catedral catòlica medieval, inclosa per la UNESCO en la llista del Patrimoni de la Humanitat a Europa el 1985 juntament amb l'església de Sant Miquel de Hildesheim.

## Història
La primera catedral fou construïda aquí entre 851 i 874 per ordre del bisbe Altfried. Una part d'aquest edifici és visible a la cripta de l'església actual. L'església va ser construïda entre 1010 i 1020 en estil romànic per ordre del bisbe Godehard. Segueix un plànol simètric amb dos absis, característic de l'estil otonià del ducat de Saxònia. L'església va ser engrandida i modificada en els segles xi, xii i xiv. L'any 1943, les obres d'art foren amagades i enterrades als terraplens de l'edat mitjana de Hildesheim, i per això varen sobreviure a la destrucció de la catedral. El 22 de març de 1945 va quedar completament destruïda pels bombardejos aliats, i va ser reconstruïda entre 1950 i 1960.
La catedral és famosa per les obres d'art que conté, entre les quals destaquen: 
- Les portes de bronze de 4,7 metres d'alt, encarregades pel bisbe Bernward el 1015, amb relleus sobre la història d'Adam i Crist.
- Una columna de bronze de 4,5 metres d'alt, que data de 1020, adornada amb relleus de la vida de Crist.
- Dos grans canelobres del segle xi amb forma de roda.
- El sarcòfag de sant Gotard de Hildesheim.
- El santuari de sant Epifani, del segle xii.
- Una pica baptismal de 1225.

Al pati interior hi ha:
- El claustre construït entre 1060 i 1070, poc malmès durant la Segona Guerra mundial.
- La capella de Santa Anna, construïda l'any 1321 en estil gòtic, poc malmesa durant la Segona Guerra mundial.
- El llegendari roser mil·lenari, localitzat a l'absis de l'oest. Va sobreviure a la destrucció del 22 de març de 1945. Les arrels foren investigades per un botànic, amb el resultat que les arrels tenen almenys 700 anys.

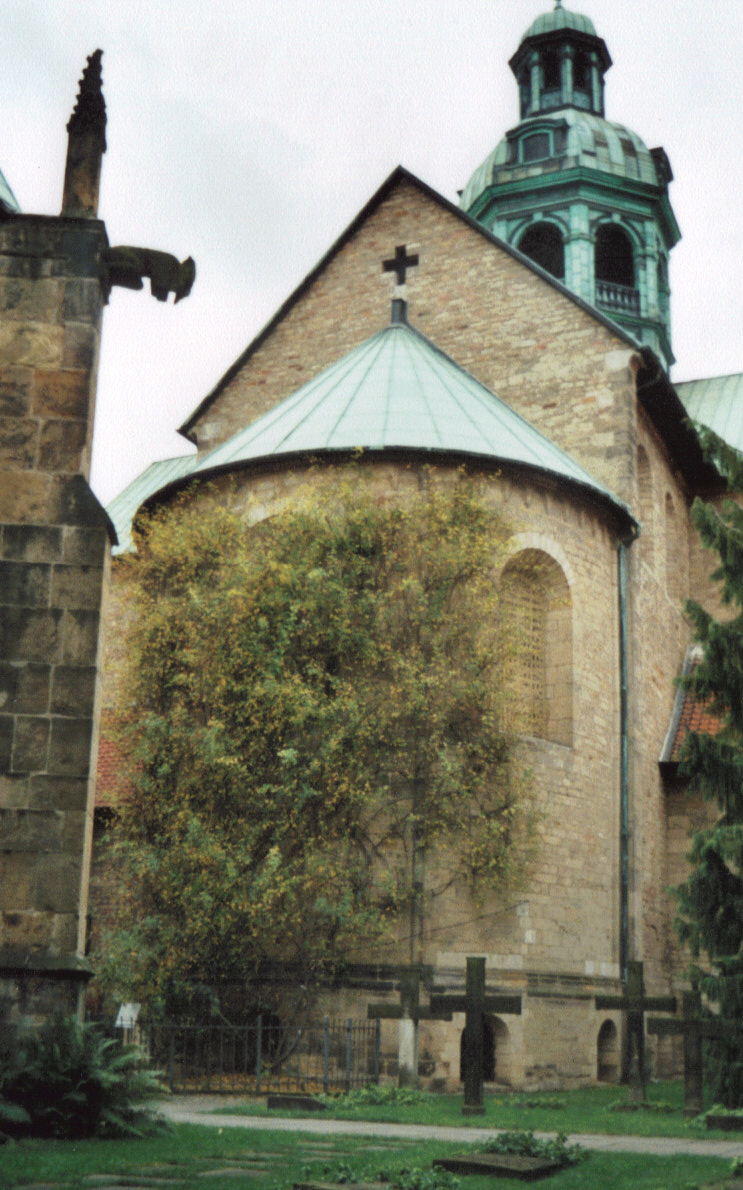
El roser mil·lenari
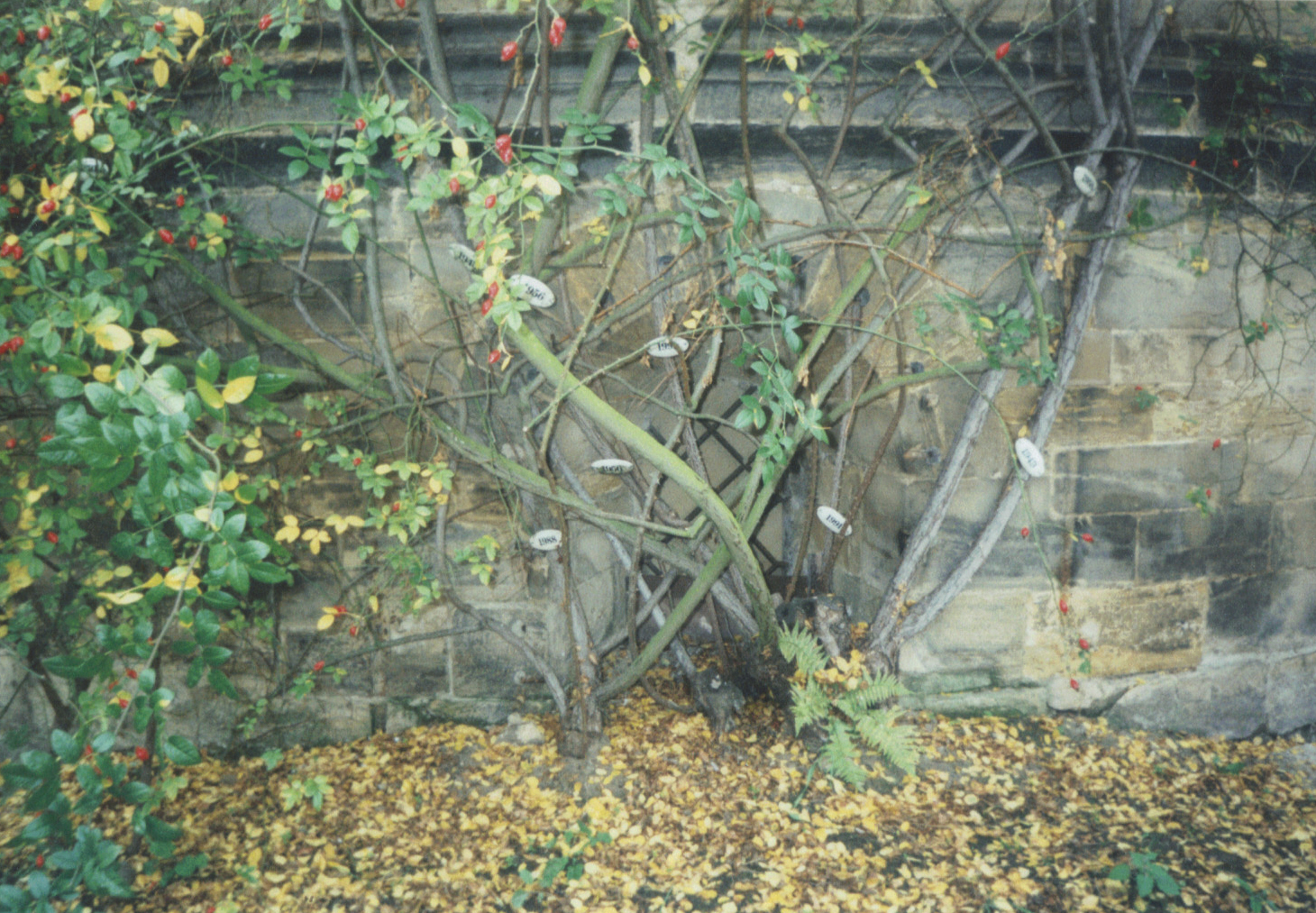
El roser mil·lenari
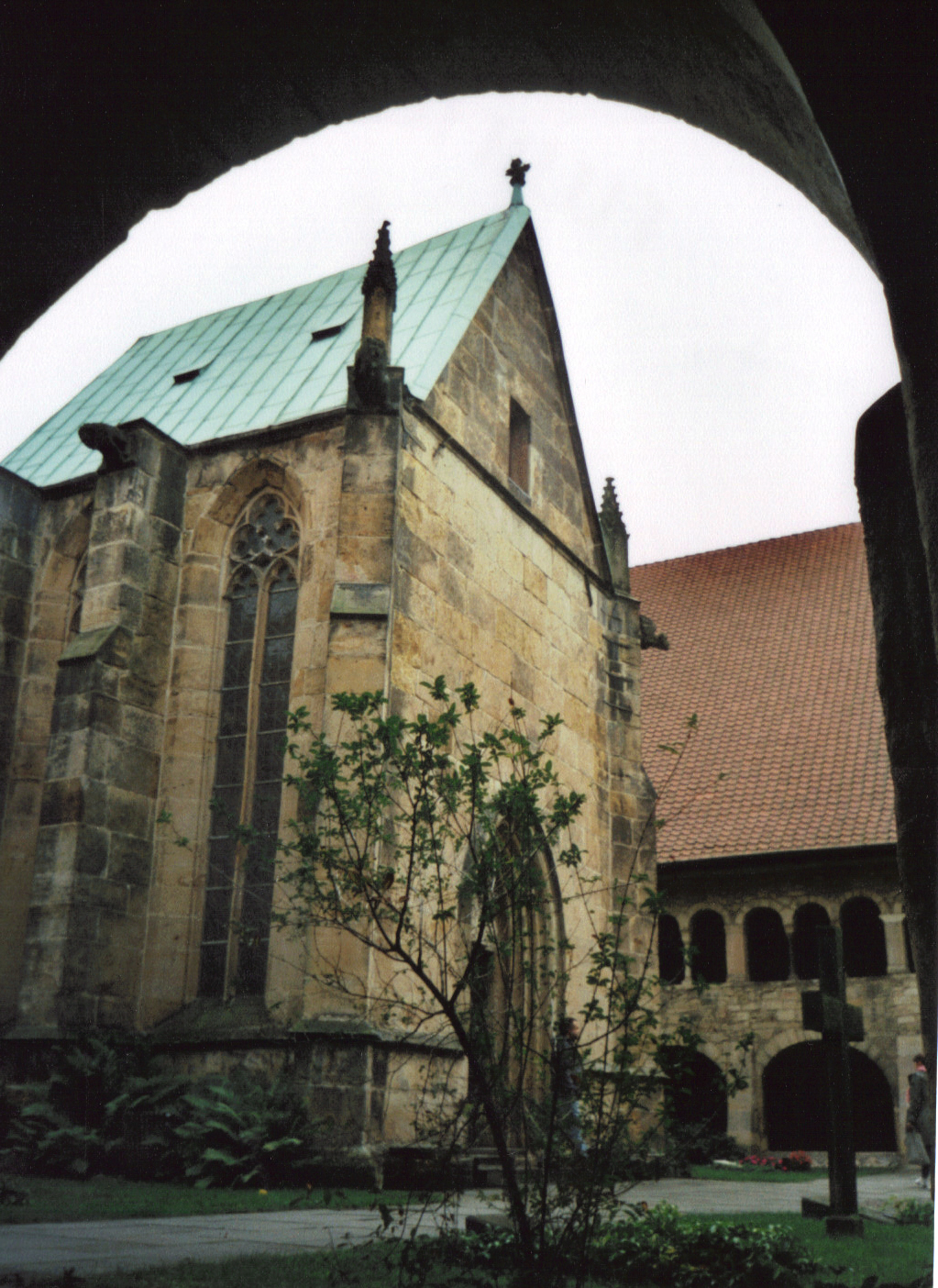
La capella de Santa Anna, construïda l'any 1321
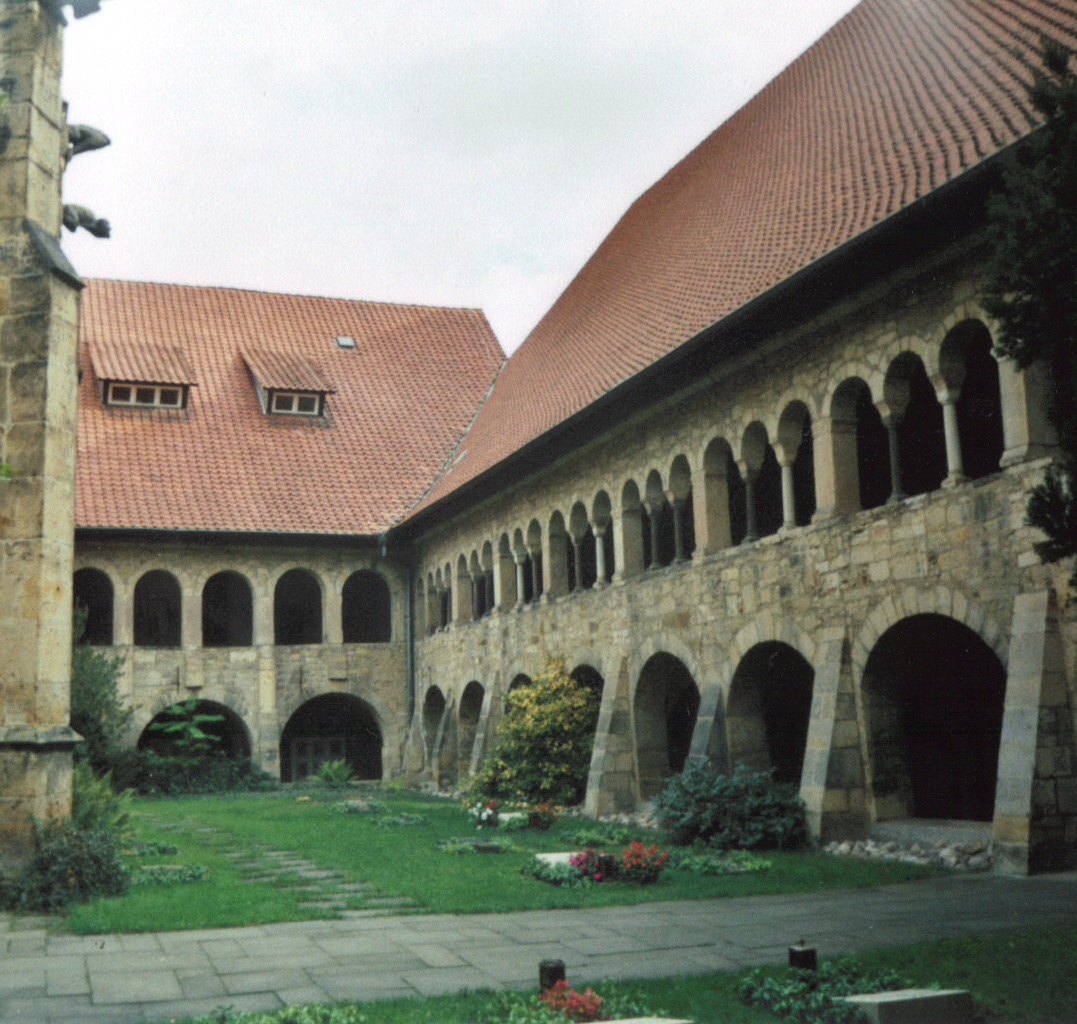
El claustre, construït entre 1060 i 1070